# Camponotus thomasseti
Camponotus thomasseti är en myrart som beskrevs av Auguste-Henri Forel 1912. Camponotus thomasseti ingår i släktet hästmyror, och familjen myror. Inga underarter finns listade.

## Bildgalleri

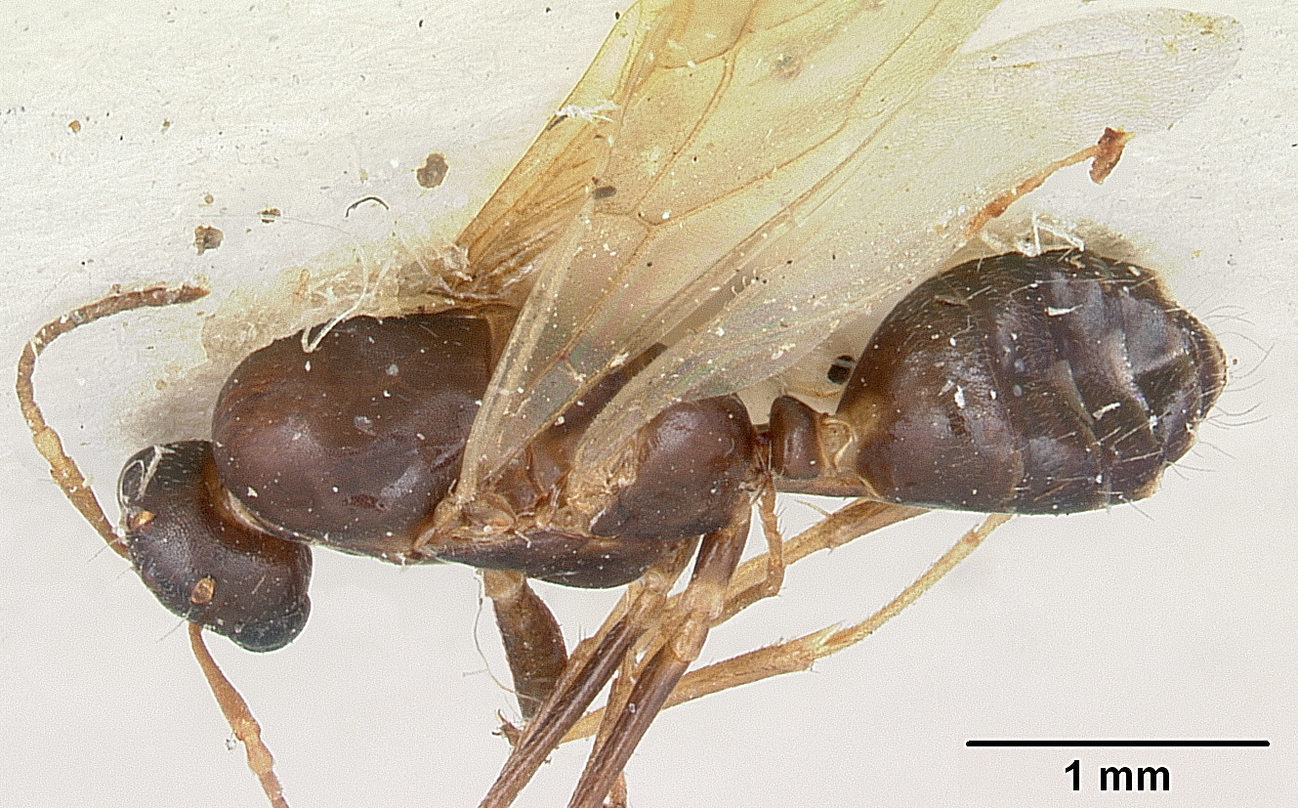
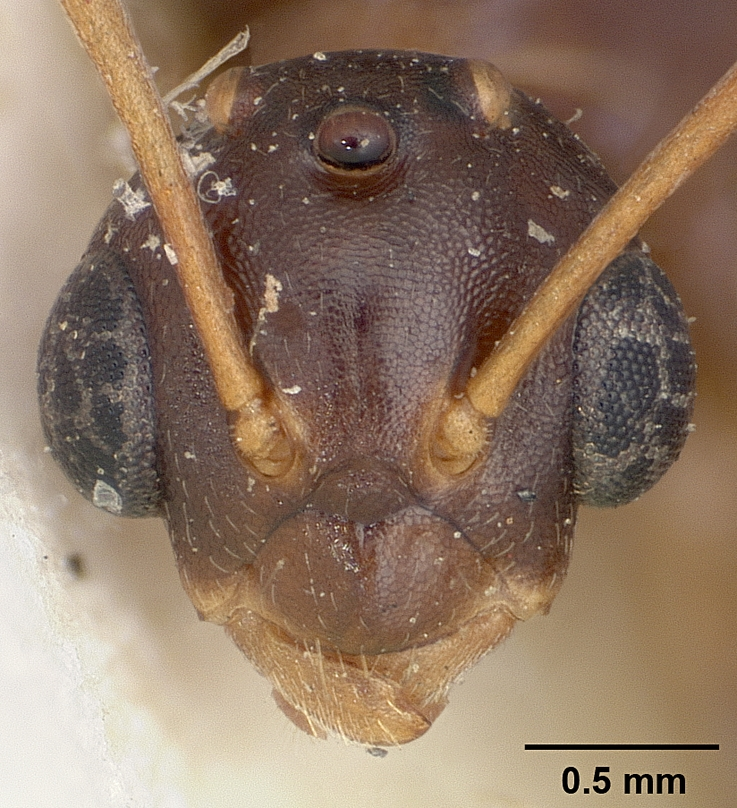
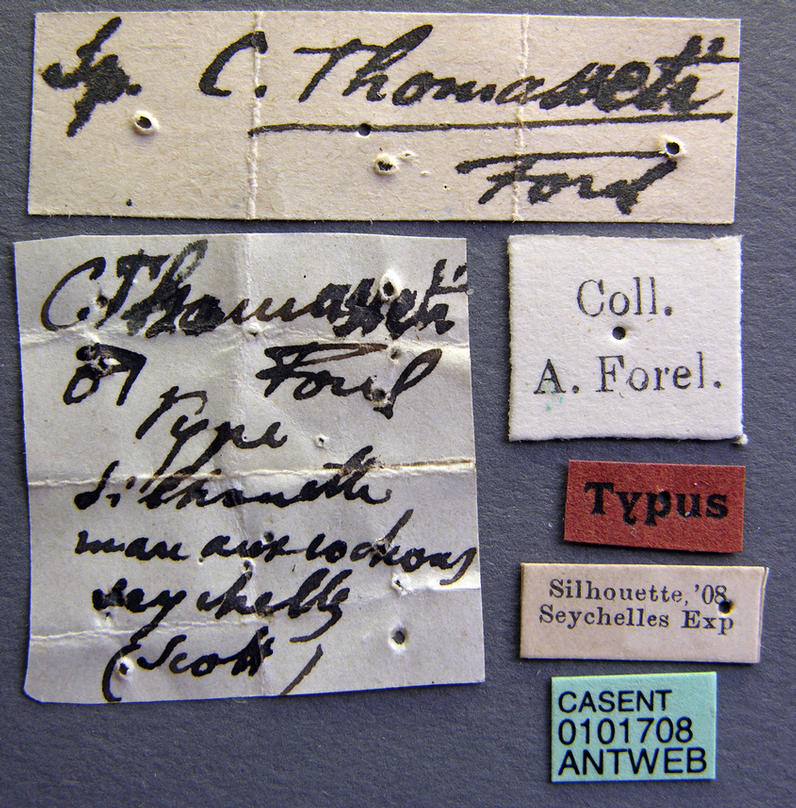
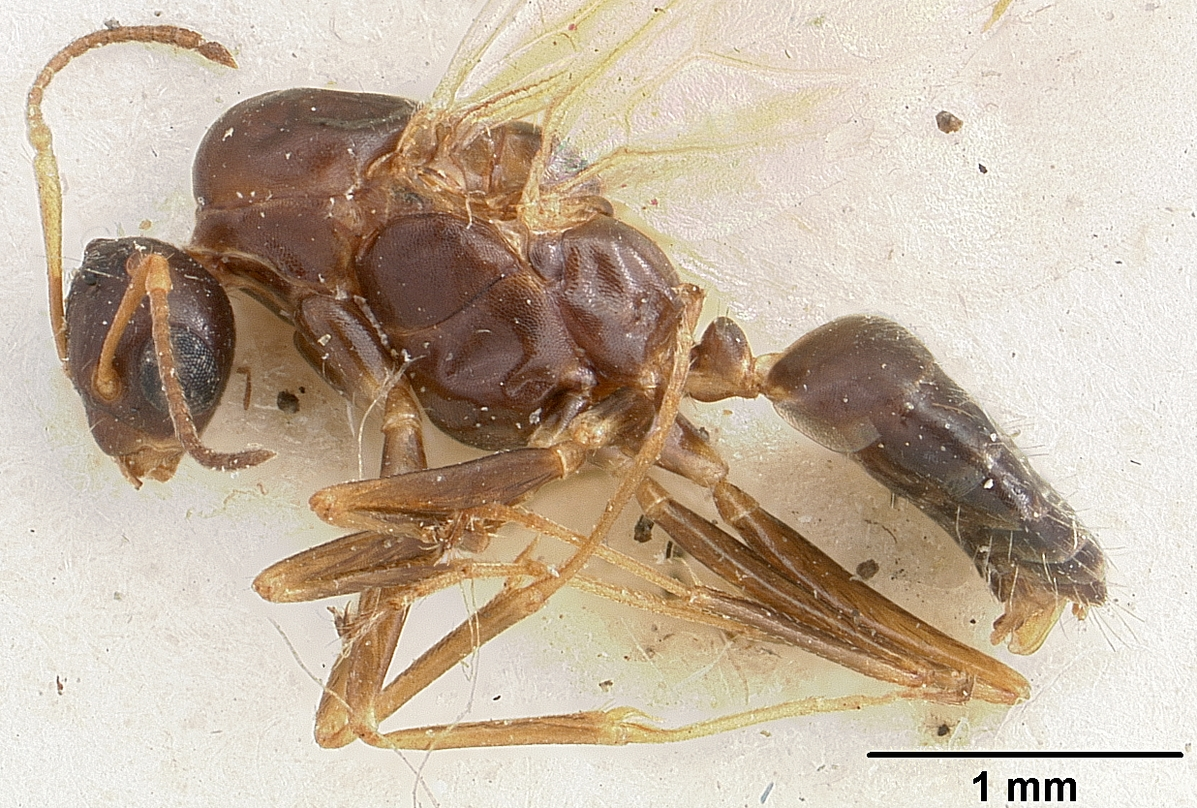
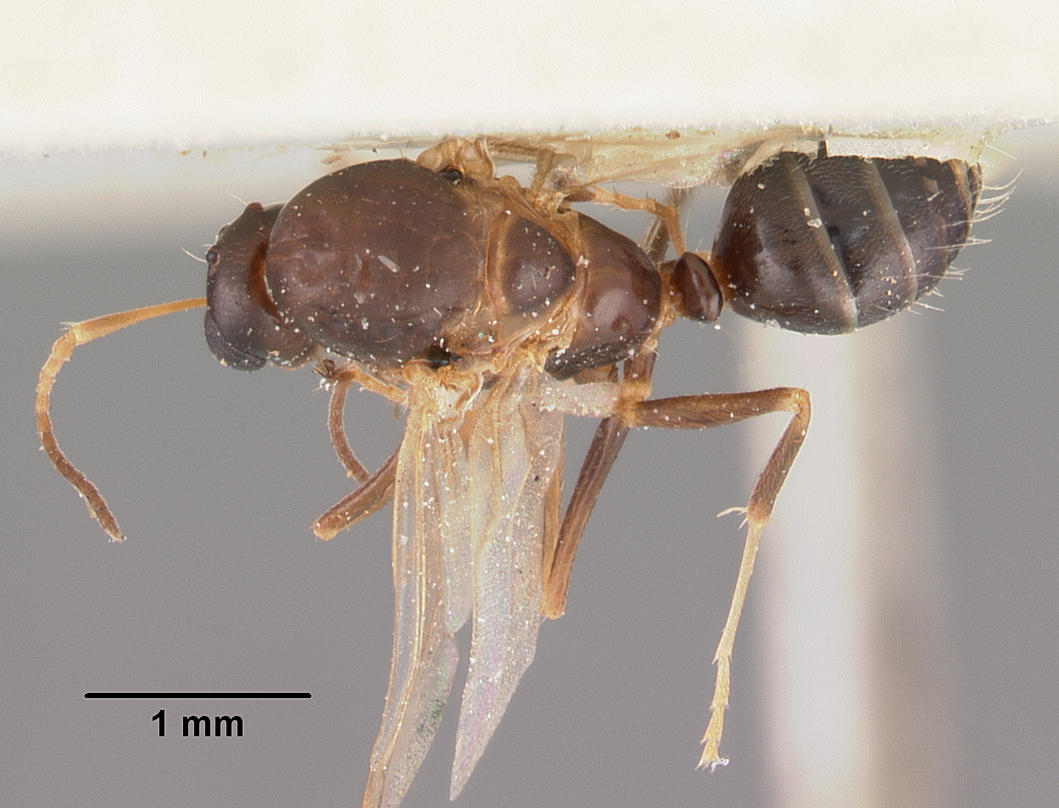
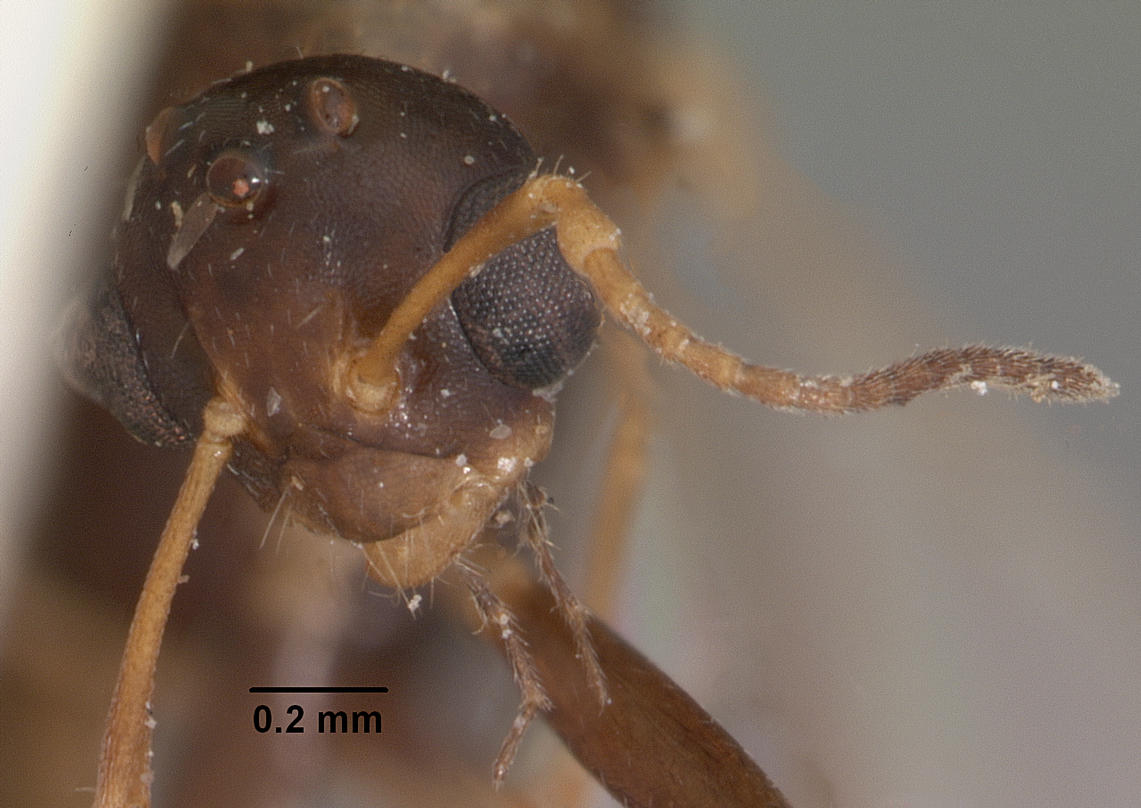